# Barbier, Benard, et Turenne
Barbier, Benard, et Turenne (BBT) foi uma empresa francesa fundada em 1862, especializada na fabricação de holofotes, lentes de Fresnel para faróis e sistemas de iluminação. Foi o maior produtor mundial de faróis no final do século XIX. Dissolveu-se em 1982.

## História
A empresa foi fundada em 1862 por Frederic Barbier e Stanislas Fenestre com a denominação Barbier et Fenestre. Foi renomeada para Barbier et Cie em 1887 e para Barbier et Bénard em 1889. Tornou-se Barbier, Benard et Turenne no início do século XX e tornou-se uma empresa pública limitada em 1919.

## Produção

### Faróis
Barbier, Benard, et Turenne começou com uma especialização na produção de equipamentos para faróis, como lentes de Fresnel. Mais tarde expandiu para a produção de balizas, assim como mecanismos de rotação. Eventualmente, a empresa fabricou bóias, torres de metal e sirenes de nevoeiro.
A BBT logo habilitou-se a construir faróis completos, e tornou-se mundialmente famosa por isso. Foi líder mundial na construção de faróis no final do século XIX.
A BBT usou sua experiência em óptica, iluminação e construção para expandir-se para outros negócios, incluindo holofotes de estádios e aeroportos e postes de iluminação pública.

## Instalações
As fábricas da BBT estavam localizadas principalmente perto do Canal de l'Ourcq, em Paris. Sua sede central também era localizada em Paris. Tinha instalações em Nazelles (Indre-et-Loire) e White Misseron (Norte). A BBT dispunha de instalações especializadas para a produção de gás para iluminação pública em Sfax e Marselha.

## Dissolução
A BBT foi dissolvida em 1982.